# Campeonato Italiano de Futebol - Série A (2000–01)
O Campeonato Italiano de 2000–01 foi a 99.ª edição da principal divisão do futebol italiano (69.ª como Serie A). Teve a Roma como campeã.

## Classificação
| Pos. | Equipes        | Pts | J  | V  | E  | D  | GP | GC | SG  | %     | Classificação ou rebaixamento                          |
| ---- | -------------- | --- | -- | -- | -- | -- | -- | -- | --- | ----- | ------------------------------------------------------ |
| 1    | Roma           | 75  | 34 | 22 | 9  | 3  | 68 | 33 | 35  | 73.52 | Fase de Grupos da Liga dos Campeões da UEFA de 2001–02 |
| 2    | Juventus       | 73  | 34 | 21 | 10 | 3  | 61 | 27 | 34  | 71.56 | Fase de Grupos da Liga dos Campeões da UEFA de 2001–02 |
| 3    | Lazio          | 69  | 34 | 21 | 6  | 7  | 65 | 36 | 29  | 67.64 | Play-offs da Liga dos Campeões da UEFA de 2001–02      |
| 4    | Parma          | 56  | 34 | 16 | 8  | 10 | 51 | 31 | 20  | 54.90 | Play-offs da Liga dos Campeões da UEFA de 2001–02      |
| 5    | Internazionale | 51  | 34 | 14 | 9  | 11 | 47 | 47 | 0   | 50.00 | Primeira fase da Copa da UEFA de 2001–02               |
| 6    | Milan          | 49  | 34 | 12 | 13 | 9  | 56 | 46 | 10  | 48.03 | Primeira fase da Copa da UEFA de 2001–02               |
| 7    | Atalanta       | 44  | 34 | 10 | 14 | 10 | 38 | 34 | 4   | 43.13 |                                                        |
| 8    | Brescia        | 44  | 34 | 10 | 14 | 10 | 44 | 42 | 2   | 43.13 | Terceira fase da Copa Intertoto da UEFA de 2001        |
| 9    | Fiorentina     | 43  | 34 | 10 | 13 | 11 | 53 | 52 | 1   | 42.56 | Primeira fase da Copa da UEFA de 2001–02               |
| 10   | Bologna        | 43  | 34 | 11 | 10 | 13 | 49 | 53 | −4  | 42.56 |                                                        |
| 11   | Perugia        | 42  | 34 | 10 | 12 | 12 | 49 | 53 | −4  | 41.17 |                                                        |
| 12   | Udinese        | 38  | 34 | 11 | 5  | 18 | 49 | 59 | −10 | 37.25 |                                                        |
| 13   | Lecce          | 37  | 34 | 8  | 13 | 13 | 40 | 54 | −14 | 36.27 |                                                        |
| 14   | Hellas Verona  | 37  | 34 | 10 | 7  | 17 | 40 | 59 | −19 | 36.27 | Desempate do rebaixamento                              |
| 15   | Reggina        | 37  | 34 | 10 | 7  | 17 | 32 | 49 | −17 | 36.27 | Serie B após o desempate                               |
| 16   | Vicenza        | 36  | 34 | 9  | 9  | 16 | 37 | 51 | −14 | 35.29 | Zona de rebaixamento à Serie B                         |
| 17   | Napoli         | 36  | 34 | 8  | 12 | 14 | 35 | 51 | −16 | 35.29 | Zona de rebaixamento à Serie B                         |
| 18   | Bari           | 20  | 34 | 5  | 5  | 24 | 31 | 68 | −37 | 19.60 | Zona de rebaixamento à Serie B                         |

## Desempate do rebaixamento
| 21 de junho de 2001 | Hellas Verona | 1 – 0 | Reggina | Marcantonio Bentegodi, Verona                |
|                     | Laursen 61'   |       |         | Público: 24 733 Árbitro: ITA Graziano Cesari |

| 24 de junho de 2001 | Reggina                     | 2 – 1 | Hellas Verona | Oreste Granillo, Régio da Calábria           |
|                     | Zanchetta 42' · Cozza 45+1' |       | Cossato 86'   | Público: 26 049 Árbitro: ITA Stefano Braschi |

Reggina rebaixado para a Serie B.

## Estatísticas

### Artilheiros
| Pos. | Jogador           | Equipe         | Gols |
| ---- | ----------------- | -------------- | ---- |
| 1    | Hernán Crespo     | Lazio          | 26   |
| 2    | Andriy Shevchenko | Milan          | 24   |
| 3    | Enrico Chiesa     | Fiorentina     | 22   |
| 4    | Gabriel Batistuta | Roma           | 20   |
| 5    | Christian Vieri   | Internazionale | 18   |
| 6    | Dario Hübner      | Brescia        | 17   |
| 7    | Marco Di Vaio     | Parma          | 15   |
| 7    | Giuseppe Signori  | Bologna        | 15   |
| 7    | Roberto Sosa      | Udinese        | 15   |
| 10   | David Trezeguet   | Juventus       | 14   |

### Hat-tricks
| Jogador           | Para           | Contra        | Resultado | Data                    | Ref.                |
| ----------------- | -------------- | ------------- | --------- | ----------------------- | ------------------- |
| Zisis Vryzas      | Perugia        | Fiorentina    | 4–3       | 4 de novembro de 2000   | [carece de fontes?] |
| Gabriel Batistuta | Roma           | Brescia       | 4–2       | 5 de novembro de 2000   | [carece de fontes?] |
| Filippo Inzaghi   | Juventus       | Vicenza       | 4–0       | 28 de janeiro de 2001   | [carece de fontes?] |
| Dario Hübner      | Brescia        | Udinese       | 3–1       | 11 de fevereiro de 2001 | [carece de fontes?] |
| Hernán Crespo     | Lazio          | Hellas Verona | 5–3       | 25 de fevereiro de 2001 | [carece de fontes?] |
| Marco Di Vaio4    | Parma          | Bari          | 4–0       | 11 de março de 2001     | [carece de fontes?] |
| Christian Vieri   | Internazionale | Perugia       | 3–2       | 1 de abril de 2001      | [carece de fontes?] |
| Roberto Baggio    | Brescia        | Lecce         | 3–0       | 6 de maio de 2001       | [carece de fontes?] |
| Giuseppe Signori  | Bologna        | Hellas Verona | 4–5       | 27 de maio de 2001      | [carece de fontes?] |

4 Jogador marcou quatro gols